# Nomerobius
Nomerobius is een geslacht van insecten uit de familie van de bruine gaasvliegen (Hemerobiidae), die tot de orde netvleugeligen (Neuroptera) behoort.

## Soorten
- N. argentinensis Gonzalez Olazo, 1990
- N. connexus (Banks, 1915)
- N. cuspidatus Oswald, 1990
- N. golbachi Gonzalez Olazo, 1993
- N. psychodoides (Blanchard in Gay, 1851)
- N. signatus (Hagen, 1888)
- N. spinosus Oswald, 1990